# 安徽省人民检察院
安徽省人民检察院是安徽省的检察机关，成立于1952年8月，现任检察长为陈武。

## 历史
安徽省人民检察院成立于1952年8月，时称安徽省人民检察署。1954年12月，改名为安徽省人民检察院。1978年，安徽省人民检察院全面恢复重建。

## 机构设置

### 内设机构
安徽省人民检察院现有内设机构21个：办公室、干部处、宣传处、教育指导处、第一检察部、第二检察部、第三检察部、第四检察部、第五检察部、第六检察部、第七检察部、第八检察部、第九检察部、法律政策研究室、案件管理办公室、检务督察部、检察信息技术部、法警总队、检务保障部、机关党委、离退休干部处。

### 事业单位
安徽省人民检察院现有直属事业单位1个：机关服务中心。